# Inundaciones en Asia Central de 2024
Las inundaciones en Asia Central se refieren a una serie de inundaciones iniciadas a comienzos de abril de 2024 que afectaron especialmente a regiones de Kazajistán. Estas inundaciones, provocadas por el deshielo de nieve que provocó crecidas en la región de Siberia y en la de los montes Urales, haciendo a su vez desbordarse al río Ural, situado en varios tramos de la frontera entre Kazajistán y Rusia.

## Evolución de los eventos

### Kazajistán
El 1 de abril de 2024 comenzaron a verse afectadas varias regiones del país por las crecidas de los ríos, lo que inundó varias zonas con una virulencia que fue caracterizada como peor que las vividas en 2012 y 2017. Unas 16 000 personas, incluyendo 6 000 niños, fueron evacuadas los dos primeros días de abril de las zonas con mayor afección. Según declaraciones del primer ministro, Olzhas Bektenov, las inundaciones se producen en zonas nunca antes afectadas.
El Ministerio de Situaciones de Emergencia de la República de Kazajistán realizó una primera evaluación el 10 de abril de 2024 en el que se declaró que, en ese momento se habían evacuado ya a unas 96 500 personas, incluyendo 31 640 niños, de poblaciones afectadas por las inundaciones que afectaban a zonas del Norte y Oeste del país. Las ciudades más afectadas según la declaración fueron Aktobé y Petropavl, aunque por regiones, se consideraban afectadas Atirau, Aktobé, Akmolá, Kostanái, Kazajistán Septentrional, Kazajistán Oriental y Pavlodar.
El 13 de abril, en un comunicado del presidente kazajo, Kasim-Yomart Tokáev, se anunció que el país renunciaba a la organización del Foro Internacional de Astaná, previsto para julio, debido a las inundaciones.
El 14 de abril, se rompió un dique de riego en la norteña región de Akmolá, lo que provocó que la inundación se acercase más al sur, llegando a tener zonas afectadas al día siguiente a apenas 20 kilómetros de la capital del país, Astaná. Para el 15 de abril, más de 110 000 personas habían sido evacuadas en Kazajistán.

### Rusia
En Rusia, las zonas afectadas fueron las óblast de Oremburgo, Tomsk, Tiumén y Kurgán, todas ellas fronterizas con Kazajistán. La mayor afección comenzó el 5 de abril, cuando la rotura de la presa de Orsk provocó grandes inundaciones en Oremburgo, incluyendo inundaciones en la propia capital regional. Según la agencia gubernamental TASS, se procedería a la evacuación de los 11 000 habitantes de Orsk.
El 10 de abril las óblast de Tiumén y Kurgán declararon el estado de emergencia, sumándose a Oremburgo, que lo había hecho el 5 de abril, y Tomsk, que lo hizo el 6 de abril.

### Ayuda humanitaria
- Kirguistán: El 4 de abril, el Presidente del Gabinete de Ministros, Akylbek Japarov declaró que la ayuda kirguiza se estaba preparando y que se enviaría a las regiones kazajas afectadas incluso aunque estas no las pidiesen formalmente. Dos días después, el 6 de abril, el ministro de situaciones de emergencias, Boobek Ajikeev, informó de la salida de los primeros 15 camiones con 300 toneladas de ayuda humanitaria, parte de ella financiada con fondos de la oficina presidencial de Sadir Japarov.[8]
- Unicef: La oficina de Unicef en Almaty gestionó el envío de 200 kits sanitarios y de higiene familiar, así como otros suministros de a Aktobe.[9]
- Tayikistán: El presidente de Tayikistán, uno de los países considerados más vulnerables a desastres relacionados con el cambio climático,[10] Emomali Rahmon, llamó a su par kazajo el 12 de abril para indicarle que Tayikistán ya había preparado paquetes de ayuda humanitaria con alimentos y otros productos de primera necesidad para ser mandados de inmediato a las regiones afectadas.[8]
- Uzbekistán: Aunque las inundaciones no afectaron a regiones uzbekas fronterizas con Kazajistán, las autoridades mantuvieron preparativos por si llegaban a darse problemas en la zona noroeste del país. Además, el Centro Cultural Kazajo de Uzbekistán organizó una recogida de ayuda humanitaria para enviar a las víctimas de las inundaciones en Kazajistán.[11]
- Turquía: El 7 de abril, el ministro de exteriores turco, Hakan Fidan, declaró que Turquía estaba consternada por las inundaciones y que el gobierno comenzaría a trabajar en proveer ayuda humanitaria. El consulado general turco en Aktau coordinó los esfuerzos en Kazajistán, sincronizando ayudas en evacuación, acogida y trabajos de reconstrucción.[8]
- Organización Internacional de la Cultura Túrquica: Sultan Raev, secretario general de TURKSOY, anunció que la organización proveería asistencia financiera a las personas afectadas por las inundaciones.[8]